# Siyabonga Ntubeni
Pas d'image ? Cliquez ici

a Compétitions nationales et continentales officielles uniquement.

b Matchs officiels uniquement.
Dernière mise à jour le 18 août 2022.
Siyabonga Ntubeni, également connu comme Scarra Ntubeni, né le 18 février 1991 à East London (Afrique du Sud), est un joueur de rugby à XV international sud-africain, évoluant au poste de talonneur. Il joue avec les Stormers en United Rugby Championship depuis 2011, et avec la Western Province en Currie Cup depuis 2011 également.

## Carrière

### En club
Siyabonga Ntubeni rejoint en 2007 l'académie des Border Bulldogs, dans sa région natale du Cap-Oriental. Il rejoint ensuite les Golden Lions, avec qui il dispute la Craven Week en 2008 et 2009,. En 2010, il change à nouveau de province et rejoint la Western Province, avec qui il termine sa formation.
Il commence sa carrière professionnelle en 2011 avec la Western Province en Vodacom Cup. Il dispute également la Currie Cup plus tard la même année.
Toujours en 2011, il est également retenu avec la franchise des Stormers pour disputer le Super Rugby,. Il joue son premier match le 11 mars 2011 contre les Highlanders. Il ne joue que deux rencontres lors de sa première saison, et reste peu utilisé jusqu'à la saison 2015 en raison de nombreuses blessures,. À partir de 2015, il se partage le poste de talonneur avec Bongi Mbonambi, malgré les nombreuses blessures qui continuent à émailler sa carrière.
En 2022, son club remporte le United Rugby Championship pour la première saison dans ce championnat, mais Ntubeni rate les phases finales à cause d'une blessure au tendon d'Achille.

### En équipe nationale
Siyabonga Ntubeni joue avec la sélection scolaire sud-africaine en 2009, jouant aux côtés de joueur comme Siya Kolisi, Frans Malherbe ou Bongi Mbonambi, dont il est la doublure,.
Il est sélectionné pour la première fois avec les Springboks en novembre 2013 par le sélectionneur Heyneke Meyer. Il ne joue cependant aucune rencontre.
Il est rappelé en sélection en 2016, et joue avec l'équipe d'Afrique du Sud A en juin 2016, à l'occasion d'une série de deux rencontres contre les England Saxons. Il joue seulement la première des deux rencontres, en tant que remplaçant.
Trois ans plus tard, il est à nouveau rappelé par le sélectionneur Rassie Erasmus. Il obtient sa première cape internationale le 17 août 2019 à l’occasion d’un test-match contre l'équipe d'Argentine à Pretoria.

## Palmarès

### En club
- Vainqueur de la Currie Cup en 2012, 2014 et 2017 avec la Western Province.
- Vainqueur de la Vodacom Cup en 2012 avec la Western Province.
- Vainqueur de l'United Rugby Championship en 2022 avec les Stormers.

## Statistiques
Au 18 août 2022, Siyabonga Ntubeni compte 1 cape en équipe d'Afrique du Sud, dont aucune en tant que titulaire, depuis le 17 août 2019 contre l'équipe d'Argentine à Pretoria. 